# (25174) 1998 SQ72
A (25174) 1998 SQ72 a Naprendszer kisbolygóövében található aszteroida. Eric Walter Elst fedezte fel 1998. szeptember 21-én.